# Jämjö
Jämjö ist eine Ortschaft (Tätort) in der Gemeinde Karlskrona in der südschwedischen Provinz Blekinge län und der historischen Provinz Blekinge. Jämjö liegt an der E22 (Europaväg 22) zwischen Karlskrona und Kalmar, nahe der Küste zur Ostsee.

## Geschichte

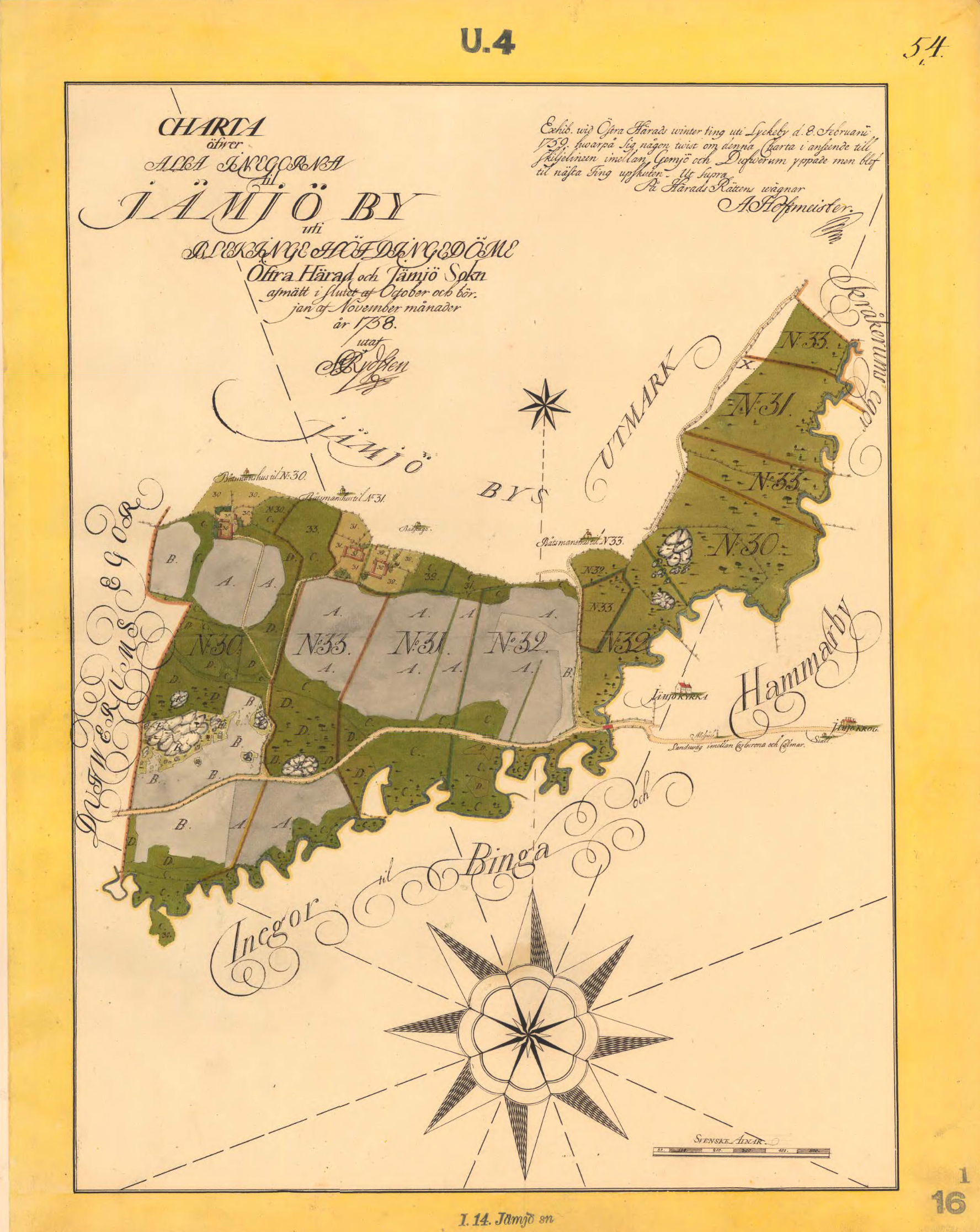
Jämjö um 1758

Der Name Jämjö dürfte auf einen Flurnamen zurückzuführen sein. Ein Hinweis darauf findet sich im lokalen Sprachgebrauch, der die örtliche Präposition auf anstelle von in verwendet. Die Bewohner von Jämjö wohnen also seit jeher auf Jämjö.
Auf einer undatierten Karte finden sich an der Stelle des heutigen Jämjös lediglich eine Kirche und ein einzelnes Haus, die an die Straße von Karlskrona nach Kalmar anliegen. Die Schreibung auf dieser Karte lautet Jemjö. Weiter westlich, außerhalb der heutigen Ortschaft, befindet sich ein Weiler bestehend aus fünf Gebäuden, der mit Jemj beschrieben ist. Die Karte selber ist allerdings mit der Schreibung Iemiö Sockn (Pfarrei Iemiö) betitelt.
Auf einer weiteren Karte aus dem Jahre 1688 wird die Schreibweise Jämbgiö verwendet und 1758 wird der Ort, wie heute, Jämjö geschrieben. Auch auf dieser Karte ist lediglich die Kirche, östlich davon ein Gasthaus (Jämjö Krog) und zusätzlich eine Brücke, die über ein Fließgewässer westlich der Kirche führt, eingezeichnet. Der Bach wird heute als Hammarbyån bezeichnet.
Die mittelalterliche Steinkirche wurde zwischen 1795 und 1822 um, und schlussendlich zur heutigen Kirche neu gebaut.
Von 1899 bis 1965 war Jämjö durch die Eisenbahn erschlossen. Die Eisenbahn war vor allem für die lokale Kleinindustrie, für das Zementwerk und die Stärkefabrik von großer Bedeutung. Nachdem der Bahnbetrieb eingestellt worden war, wurde auch der alte Bahnhof 1981 abgerissen.
Heute erinnert nur noch eine Bahnremiese und der Straßenname Stationsvägen (Bahnhofstraße) an die Eisenbahn.
Jämjö wurde 1863 zur Gemeinde. Die ursprüngliche Gemeinde Jämjö wurde 1952 um Kristianopel und Torhamn erweitert. 1963 stießen auch die Ortschaften Ramdala und Sturkö zu Jämjö.
1974 wurde Jämjö in die Gemeinde Karlskrona eingemeindet.

## Aktuell
Die Umgebung von Jämjö ist landwirtschaftlich geprägt. Neben Getreideanbau wird auch Milchwirtschaft betrieben.
Auf Jämjö haben sich, abgesehen von der Landwirtschaft, eine Vielzahl Kleinbetriebe angesiedelt. Als größerer Arbeitgeber hat das Textilservice-Unternehmen Berendsen plc einen Standort auf Jämjö.

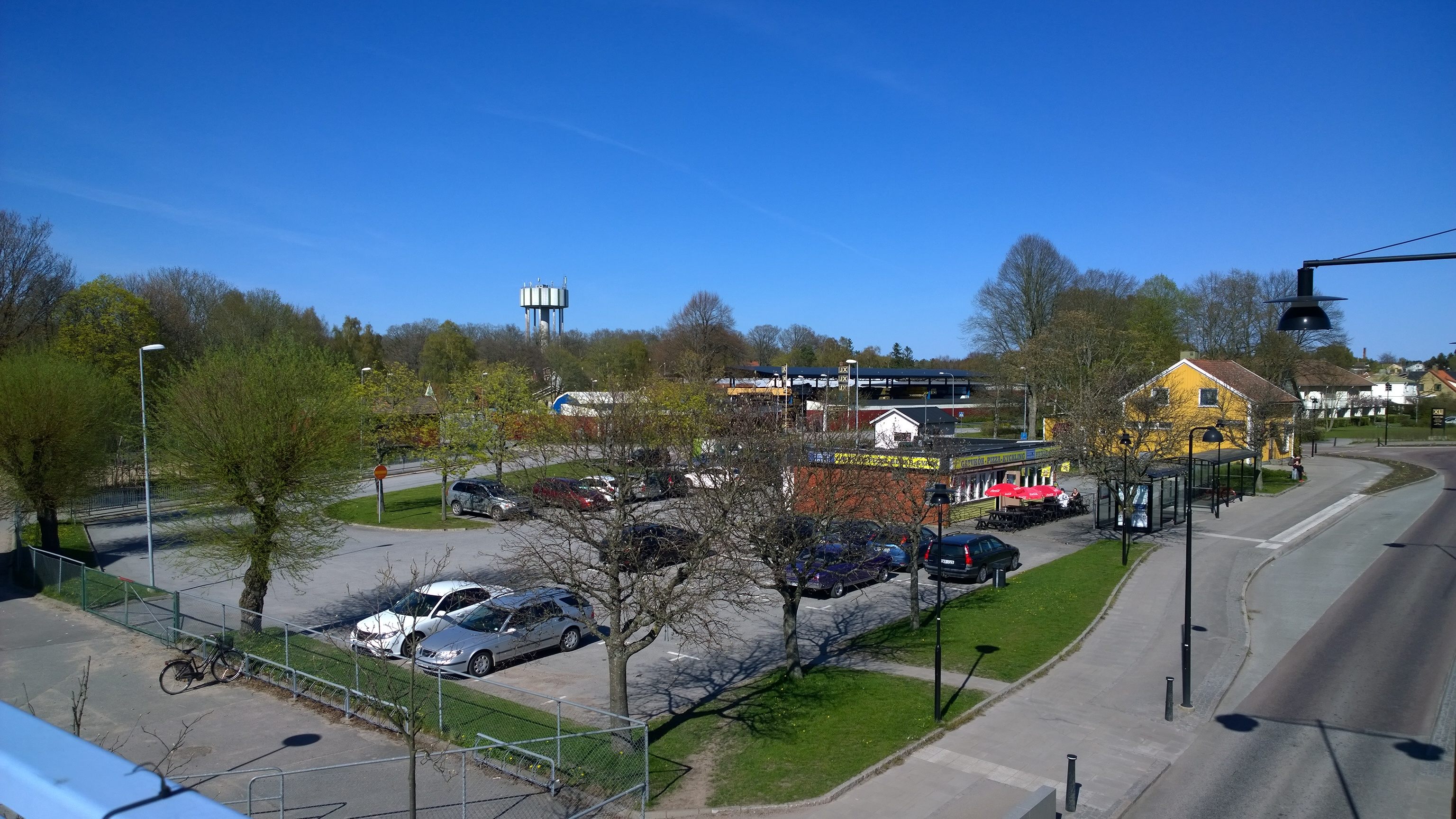
Jämjö mit Blick auf den Wasserturm

Direkt an der E22, die Jämjö in einen nördlichen und einen südlichen Teil teilt, befindet sich das Ortszentrum. Es besteht im Wesentlichen aus einem Supermarkt, einem Parkplatz, gastronomischen Kleinbetrieben, einem Bioladen und dem alten Schulhaus, das heute die Schule für die Unterstufe ist. 1973 wurde im südlichen Ortsteil das neue Mittel- und Oberstufenschulhaus fertiggestellt und nach dem Schriftsteller Ragnar Jändel benannt.
Weitere markante Bauwerke sind die Kirche im westlichen Ortsteil, der Wasserturm auf einer Erhebung nördlich der Ortschaft und die Fußgängerüberführung über die E22 im Zentrum der Ortschaft.

## Einrichtungen
Auf Jämjö gibt es des Weiteren eine Bibliothek, einen Kindergarten, eine Gesundheitszentrale mit Apotheke, ein Zentrum für Zahnheilkunde, ein Altersheim, ein Volkshaus und weitere Dienstleister.

## Sport
Jämjö hat einen aktiven Fußballclub. Außerdem gibt es einen Orientierungslaufverein und einen Handballklub.

## Persönlichkeiten
- Ragnar Jändel, Schriftsteller
- Roland Sandberg, Fußballspieler
- Kent Olsson, Orientierungsläufer